# 香住海岸
香住海岸（かすみかいがん）は、兵庫県美方郡香美町にある岩礁海岸。山陰海岸ジオパークおよび山陰海岸国立公園に属する。国の名勝。

## 概要
香住湾を中心とする海岸線を指し、東部には城山半島と黒島、白石島などの島々、西部には香住浜、鎧の袖（国の天然記念物）や松ヶ崎、蜂ノ巣島、鷹ノ巣島、但馬松島など、無数の海食崖、海蝕洞、奇岩による景勝地が連なる。西は伊笹崎が但馬御火浦との境界になる。
海岸線は火山岩と水成岩に富む新第三紀の北但層群および堆積岩と火成岩の節理に富む照来層群から成り、これを波が悠久の時をかけて削り、地層地質の違いによる侵食速度の差から現在の複雑な海食崖が連続する絶景を造形した。海食崖が多数ある山陰海岸においても、特に複雑な変化に富んだ区域とされる。
1938年（昭和13年）5月には、国の名勝に指定された。
香住港からの遊覧船は、2016年11月30日をもって営業を終了したが、2019年5月非旅客船（小型漁船）による、不定期航路事業（観光クルーズ）「かすみ海上GEO TAXI」の運航をはじめた。

## 基本情報
- 所在地 - 兵庫県美方郡香美町香住区

## 交通アクセス
- JR西日本山陰本線 香住駅下車 徒歩20分、香住港から小型漁船による観光クルーズ遊覧船。

## 海岸線

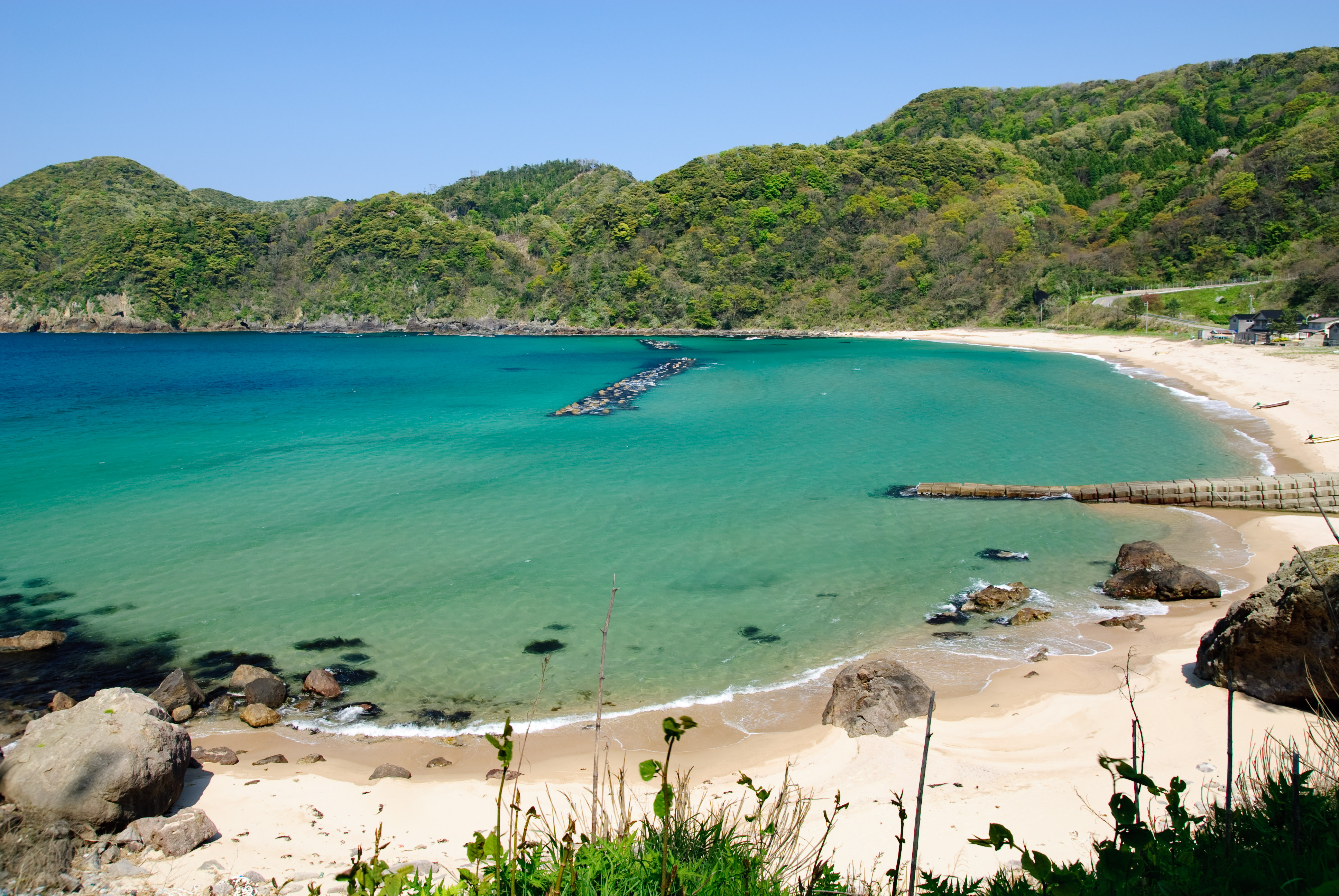
安木浜

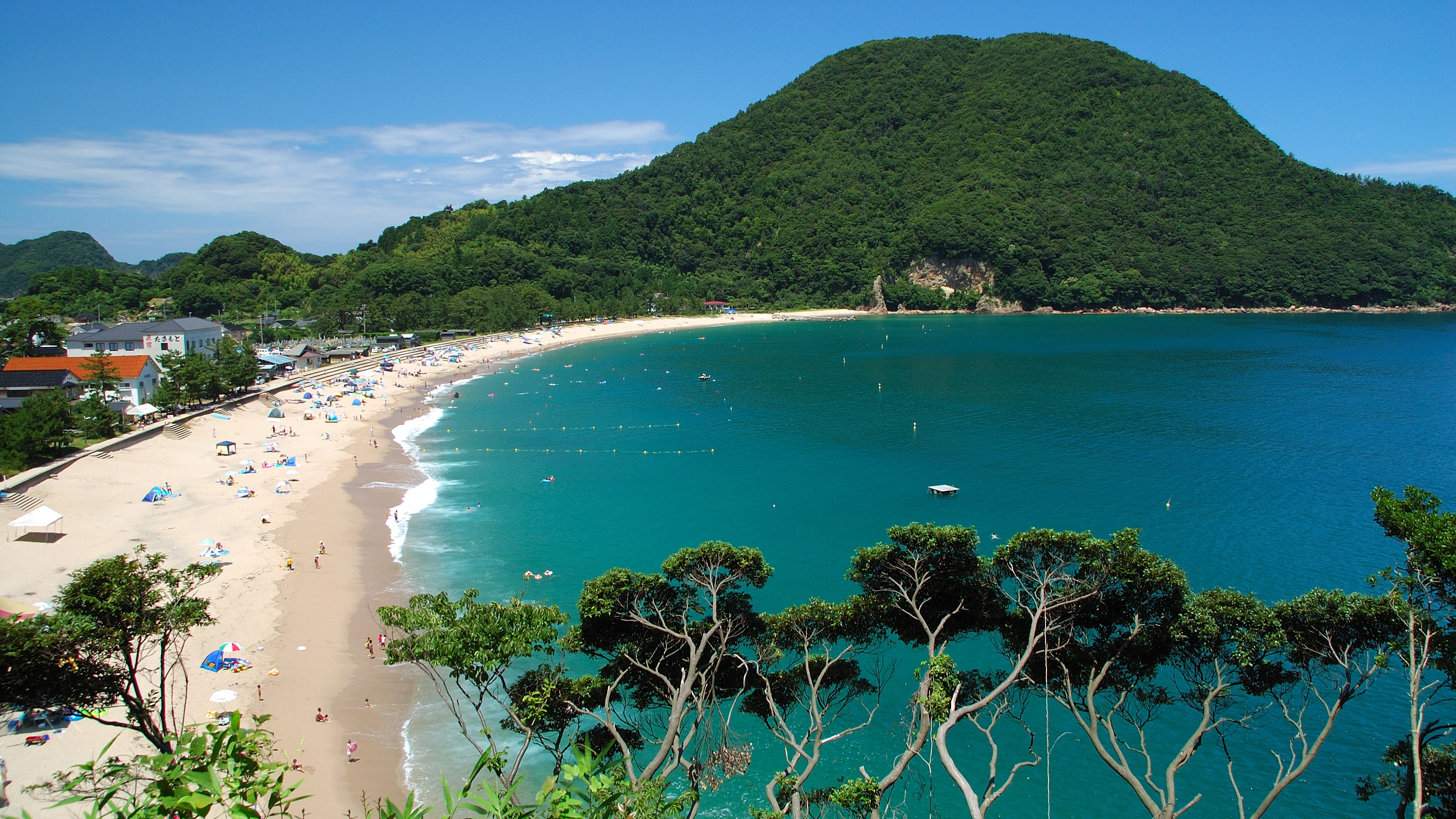
佐津海水浴場

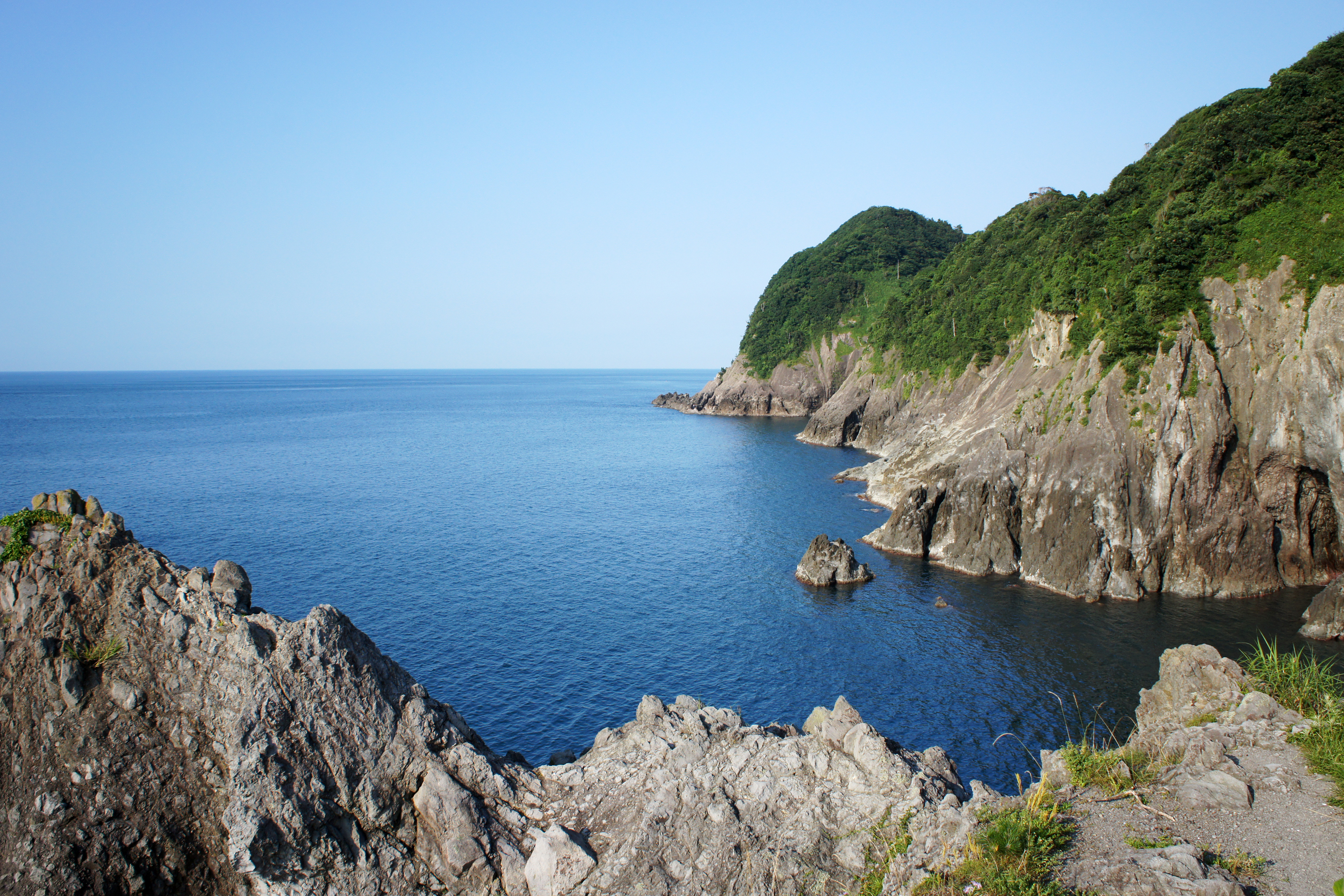
大引きの鼻

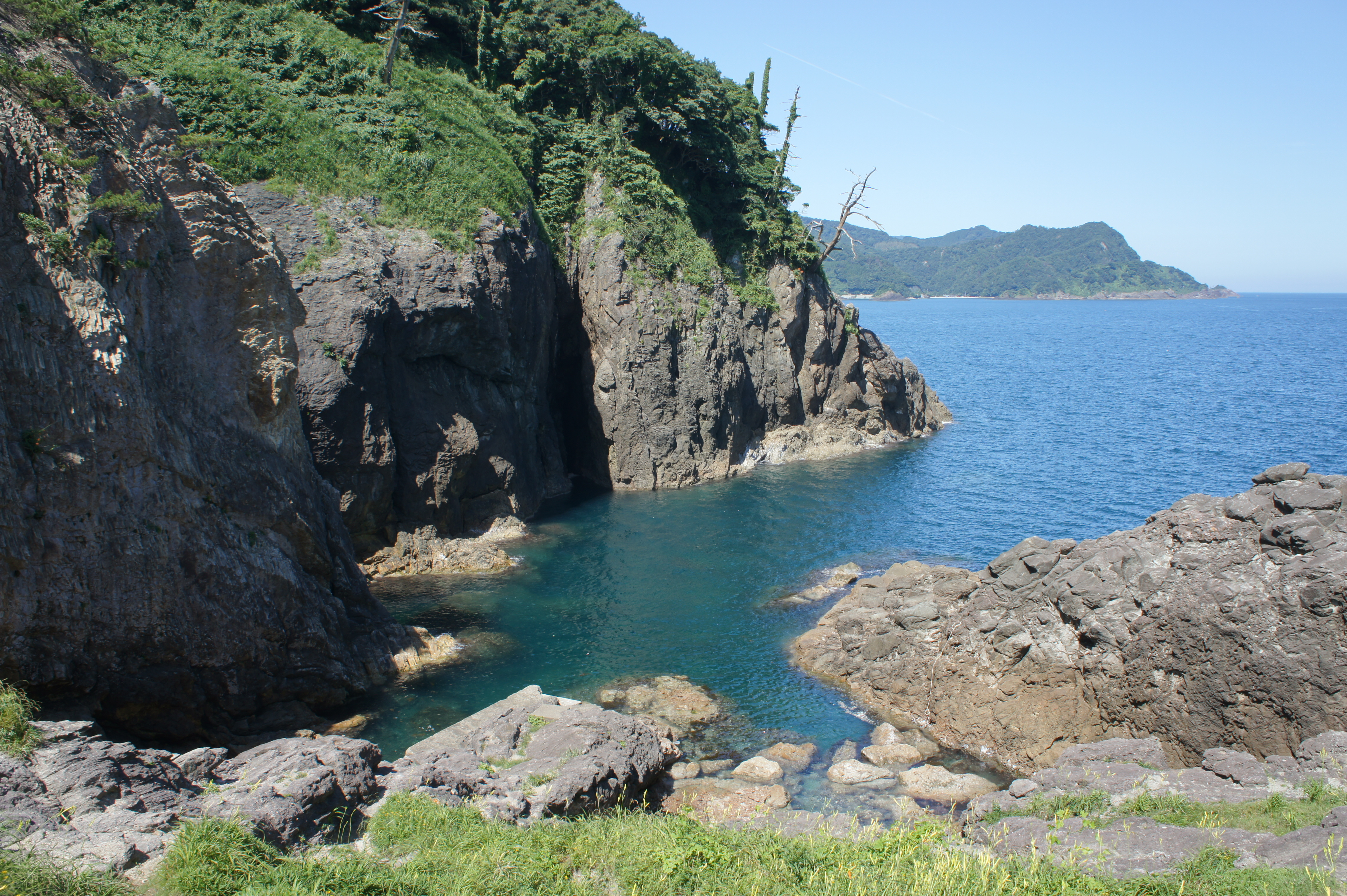
岡見公園の西海岸

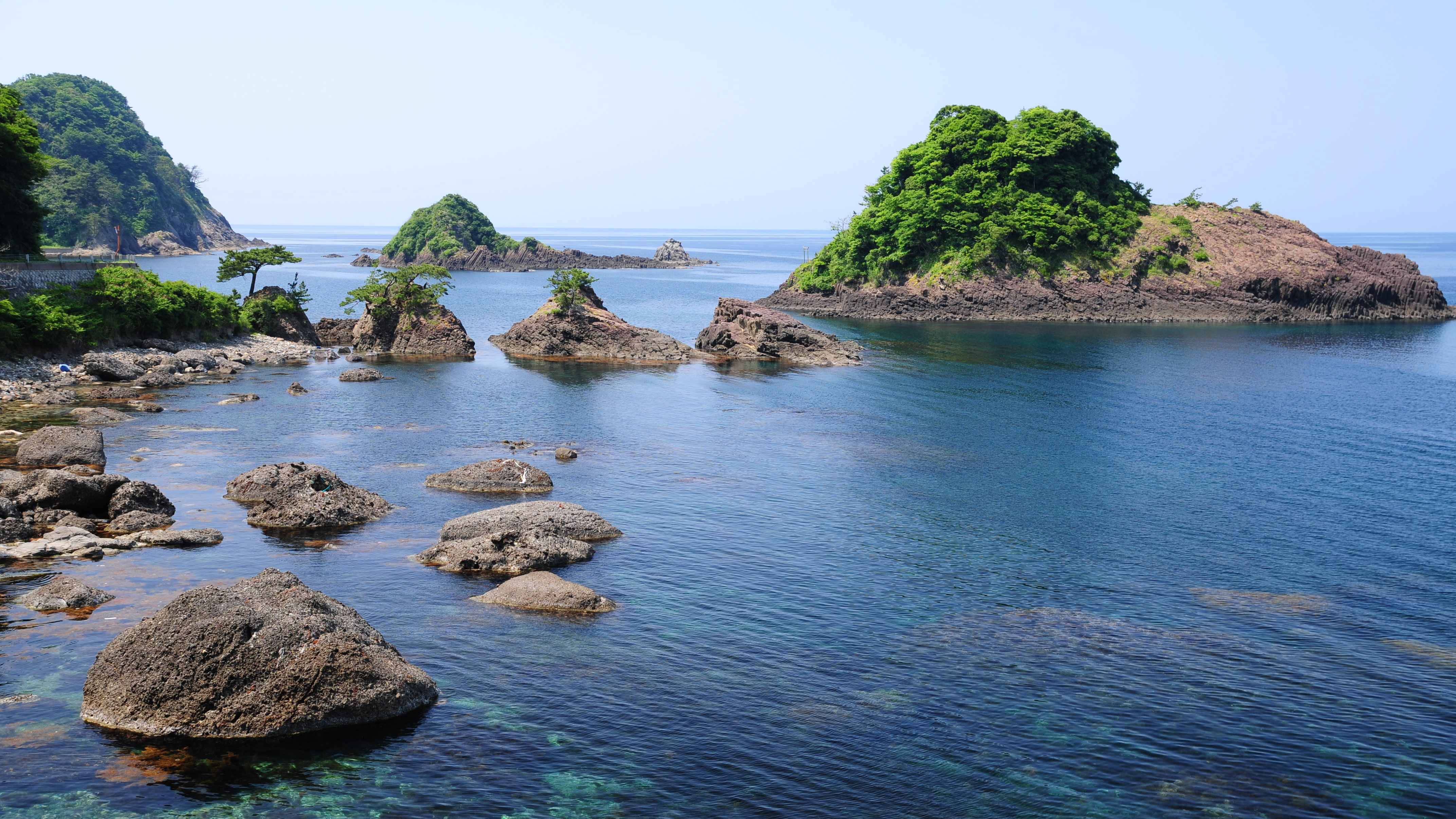
但馬松島

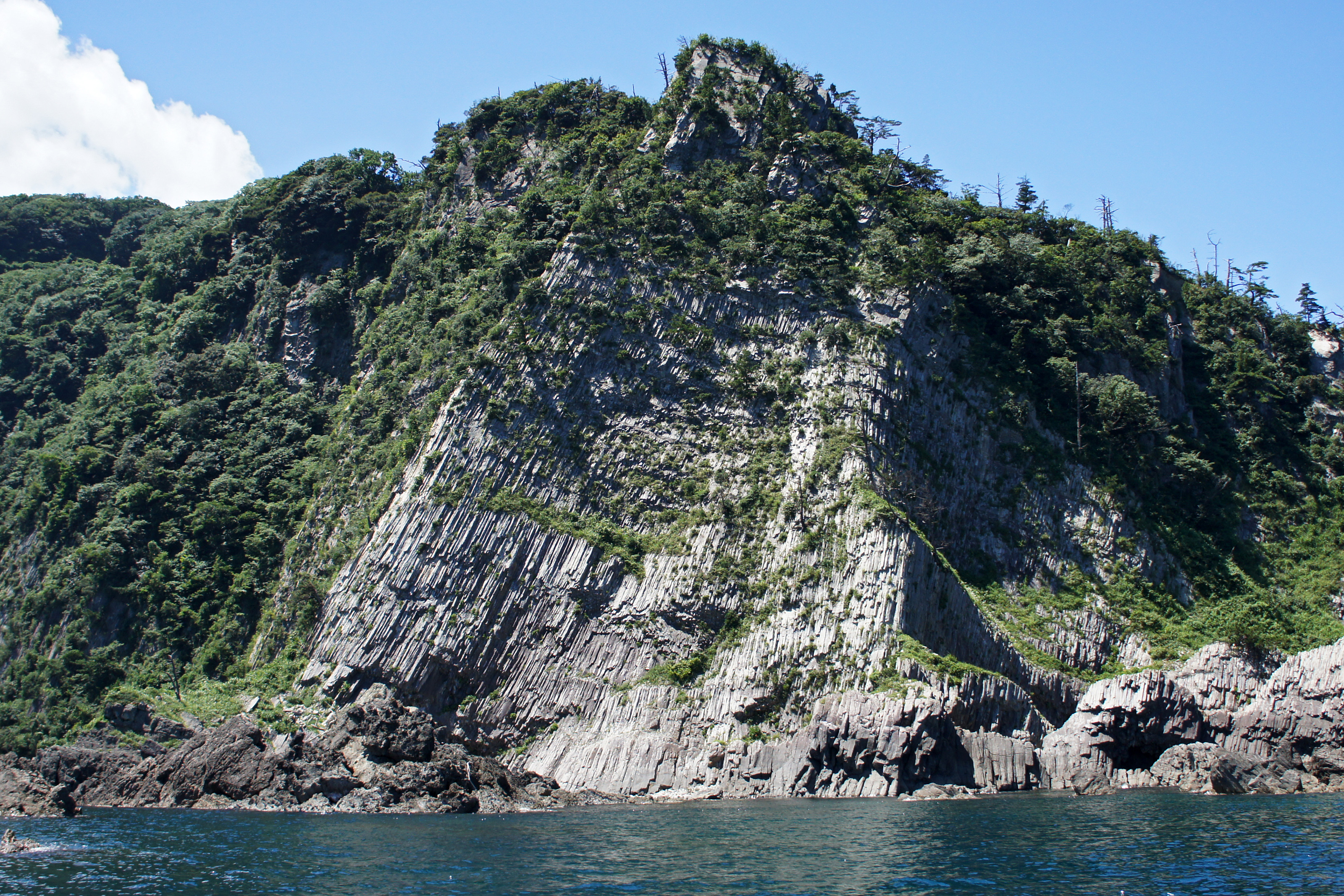
鎧の袖

（東：竹野海岸）
- 相谷港 - 第一種漁港
- 鍋滝洞門
- 貝殻浜
- 安木浜海水浴場
- 柴山赤壁
- 旭洞門
- 佐津海水浴場
- 佐津温泉
- 佐古谷
- 臼ヶ浦島（対岸）
- 臼ヶ浦島海水浴場（対岸）
- 柴山海水浴場
- 柴山港 - 国土交通省港湾局指定避難港
- 黄金松
- 大島

- 大引きの鼻
- 但馬赤壁
- 今子浦
  - 今子浦海水浴場
  - かえる島[4]
  - 千畳敷
- 黒島（対岸）
- 香住東漁港 - 第三種漁港
- 白石島（対岸）

- 城山半島
  - 岡見公園
- 香住西漁港 - 第三種漁港
- 香住浜海水浴場
- 香住温泉
- 弁天島（対岸）
- 但馬松島（対岸）

- 三田浜海水浴場
- 鉄砲島（対岸）
- 磯の松島（対岸）
- 沖の松島（対岸）
- 鉄砲島（対岸）

- 兄弟赤島（対岸）
- オッパセ浜
- 鎧の袖（国の天然記念物）
- 鎧港 - 第一種漁港
- 鷹ノ巣島（インディアン島、対岸）
- 孔雀洞門
- 衣笠洞門
- 百層岩
- 窓島（めがね洞門、対岸）
- さわりヶ浜
- 釜口洞門
- 余部港 - 第一種漁港
- 余部橋梁
- 御崎灯台（余部埼灯台）
- 伊笹崎

（西：但馬御火浦）